# Walter Kerr Theatre
Il Walter Kerr Theatre è un teatro di Broadway a New York, nella zona di Midtown Manhattan. Progettato da Herbert J. Krapp per la famiglia Shubert, era noto come  Ritz Theatre dalla sua inaugurazione fino al 1990 quando fu intitolato al critico teatrale vincitore di un premio Pulitzer Walter Kerr.